# Filippo Perlo
Filippo Perlo (Caramagna, 8 febbraio 1873 – Roma, 4 novembre 1948) è stato un vescovo cattolico e missionario italiano.
Missionario della Consolata in Kenya, è stato il primo vescovo del suo istituto.

## Biografia
Sacerdote dal 1896, nel 1901 abbracciò la vita religiosa tra i missionari della Consolata e nel 1902 fu tra i primi quattro missionari cattolici in Kenya.
Quando, nel 1909, la missione del Kenya fu elevata a vicariato apostolico, fu scelto come primo vicario apostolico e fu eletto vescovo di Maronea in partibus.
Fu il primo vescovo della sua congregazione e nel 1926 succedette al fondatore, Giuseppe Allamano, come superiore generale dei missionari della Consolata.

## Genealogia episcopale e successione apostolica
La genealogia episcopale è:
- Cardinale Scipione Rebiba
- Cardinale Giulio Antonio Santori
- Cardinale Girolamo Bernerio, O.P.
- Arcivescovo Galeazzo Sanvitale
- Cardinale Ludovico Ludovisi
- Cardinale Luigi Caetani
- Cardinale Ulderico Carpegna
- Cardinale Paluzzo Paluzzi Altieri degli Albertoni
- Papa Benedetto XIII
- Papa Benedetto XIV
- Cardinale Enrico Enriquez
- Arcivescovo Manuel Quintano Bonifaz
- Cardinale Buenaventura Córdoba Espinosa de la Cerda
- Cardinale Giuseppe Maria Doria Pamphilj
- Papa Pio VIII
- Papa Pio IX
- Cardinale Gustav Adolf von Hohenlohe-Schillingsfürst
- Arcivescovo Salvatore Magnasco
- Cardinale Gaetano Alimonda
- Cardinale Agostino Richelmy
- Vescovo Filippo Perlo, I.M.C.

La successione apostolica è:
- Vescovo Giuseppe Perrachon, I.M.C. (1926)